# (4237) Raushenbakh
(4237) Raushenbakh est un astéroïde de la ceinture principale.

## Description
(4237) Raushenbakh est un astéroïde de la ceinture principale. Il fut découvert le 24 septembre 1979 à Naoutchnyï par Nikolaï Tchernykh. Il présente une orbite caractérisée par un demi-grand axe de 2,65 UA, une excentricité de 0,09 et une inclinaison de 3,2° par rapport à l'écliptique.

## Compléments